# Charlotte Norrie
Charlotte Norrie, född 1855, död 1940, var en dansk sjuksköterska. Hon verkade framgångsrik för att slutligen införa den utbildade sjuksköterskans yrke i Danmark. 